# 赫伯特·普兰克
赫伯特·普兰克（德語：Herbert Plank，1954年9月3日—），意大利男子高山滑雪运动员。他曾代表意大利参加1976年和1980年冬季奥林匹克运动会高山滑雪比赛，获得一枚铜牌。